# HIGD1C
HIGD1C (англ. HIG1 hypoxia inducible domain family member 1C) – білок, який кодується однойменним геном, розташованим у людей на 12-й хромосомі. Довжина поліпептидного ланцюга білка становить 97 амінокислот, а молекулярна маса — 11 079.
| 10         |  | 20         |  | 30         |  | 40         |  | 50         |
| ---------- |  | ---------- |  | ---------- |  | ---------- |  | ---------- |
| MSSDNQWSAD |  | EDEGQLSRLI |  | RKSRDSPFVP |  | IGIAGFVTVV |  | SCGLYKLKYR |
| RDQKMSIHLI |  | HMRVAAQGFV |  | VGAVTLGVLY |  | SMYKDYIRPR |  | FFSESKK    |

A: Аланін

C: Цистеїн

D: Аспарагінова кислота

E: Глутамінова кислота

F: Фенілаланін

G: Гліцин

H: Гістидин

I: Ізолейцин

K: Лізин

L: Лейцин

M: Метіонін

N: Аспарагін

P: Пролін

Q: Глутамін

R: Аргінін

S: Серин

T: Треонін

V: Валін

W: Триптофан

Локалізований у мембрані.